# Hoogovenstoernooi 1991
Het Hoogovenstoernooi 1991 was een schaaktoernooi dat plaatsvond in het Nederlandse Wijk aan Zee. Het werd gewonnen door John Nunn.

## Eindstand
| Nr.    | Speler              | Punten |
| ------ | ------------------- | ------ |
| Goud   | John Nunn           | 8½     |
| Zilver | Alexander Chernin   | 8      |
| Zilver | Curt Hansen         | 8      |
| Zilver | Michael Adams       | 8      |
| Zilver | Aleksandr Chalifman | 8      |
| 6      | Valeri Salov        | 7½     |
| 6      | Jeroen Piket        | 7½     |
| 6      | Yasser Seirawan     | 7½     |
| 9      | John van der Wiel   | 5½     |
| 10     | Zdenko Kožul        | 5      |
| 10     | Joël Lautier        | 5      |
| 10     | John Fedorowicz     | 5      |
| 13     | Ivan Sokolov        | 4½     |
| 14     | Helgi Ólafsson      | 3      |